# Церковь Всех Наций
Церковь Всех Наций или Бази́ли́ка Аго́нии Госпо́дней (лат. Basilica Agoniae Domini) — францисканский католический храм в Гефсиманском саду, построенный на том месте, где, согласно преданию, Иисус Христос совершил Моление о чаше (Мк. 14:32-42) в последнюю ночь перед арестом. Церковь освящена в честь Страстей (Страданий) Господних.
Расположена у подножия Елеонской горы в Восточном Иерусалиме.
Церковь сооружена в 1924 году на месте более ранних церквей по проекту итальянского архитектора Антонио Барлуцци на деньги католиков 12 стран мира (Аргентина, Бельгия, Бразилия, Канада, Чили, Великобритания, Франция, Германия, Италия, Мексика, Испания и США), в честь чего и получила своё популярное название — церковь Всех наций. В честь этих стран церковь имеет 12 куполов.
Камень, на котором, по преданию, Иисус Христос совершил Моление о чаше расположен в алтаре церкви и окружен железной кованной оградой в виде терновых венцов (подарок Австралии).
Снаружи к церкви примыкает камень, на котором находится вырезанное из камня изображение молящегося Христа.
Поскольку церковь принадлежит католикам, то прочие христианские конфессии для служб в Гефсиманском саду используют открытый алтарь, расположенный около храма.

## История

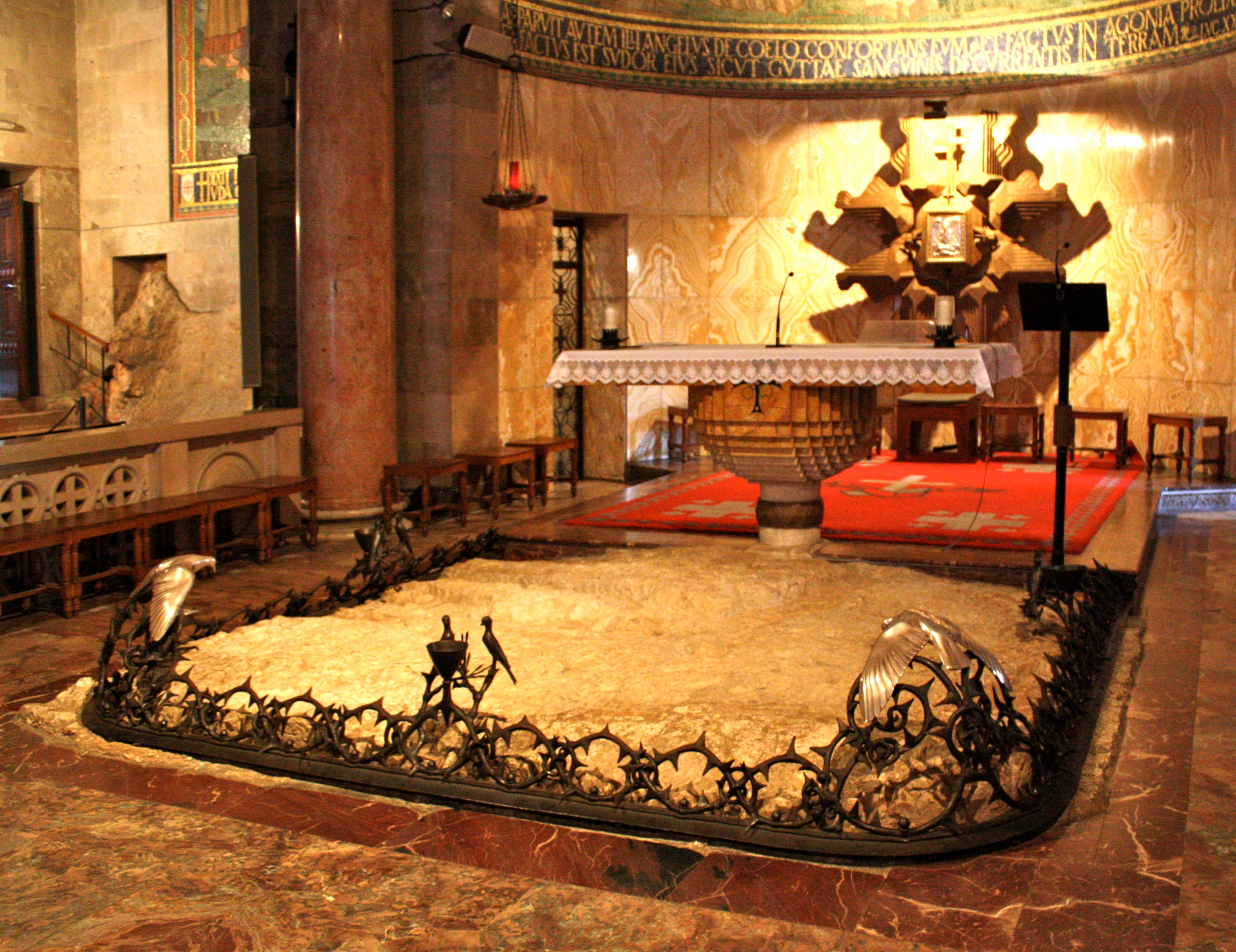
Согласно преданию на этом камне Иисус Христос совершил Моление о чаше. За камнем расположен престол храма

Современная церковь расположена на фундаменте средневековой церкви, сооружённой крестоносцами в XII веке и сохранявшейся до 30-х годов XIV века,которая, как оказалось, в свою очередь, покоилась на фундаменте разрушенной (возможно, персами в 614 году) византийской церкви IV века, построенной при императоре Феодосии I Великом. Современная церковь, как и две предыдущих, имеет форму базилики, причем повторяет очертания византийской церкви.
В 1920 году, во время сооружения фундамента новой церкви, на глубине 2 метров под основанием средневековой церкви была обнаружена колонна, а также фрагменты великолепной мозаики. После этого открытия фундамент был удалён и начались раскопки византийской церкви. После окончания её раскопок в план сооружения новой церкви были внесены коррективы по сравнению со средневековой: её алтарь сместили на 13 градусов на северо-восток, как у византийской церкви IV века, в отличие от средневековой церкви, алтарь которой был ориентирован строго на восток. Это вызвано тем, чтобы стены храма были параллельны боковым граням камня, на котором, по преданию, Иисус Христос совершил Моление о чаше. Этот камень находится в алтаре современной церкви, также как находился в алтаре византийской церкви. В средневековой церкви он находился под её северной стеной, а в её алтаре находился другой небольшой камень.
Строительство современной церкви продолжалось в период с 19 апреля 1922 года по июнь 1924 года, когда церковь была освящена в честь Страданий Господних.

## Галерея

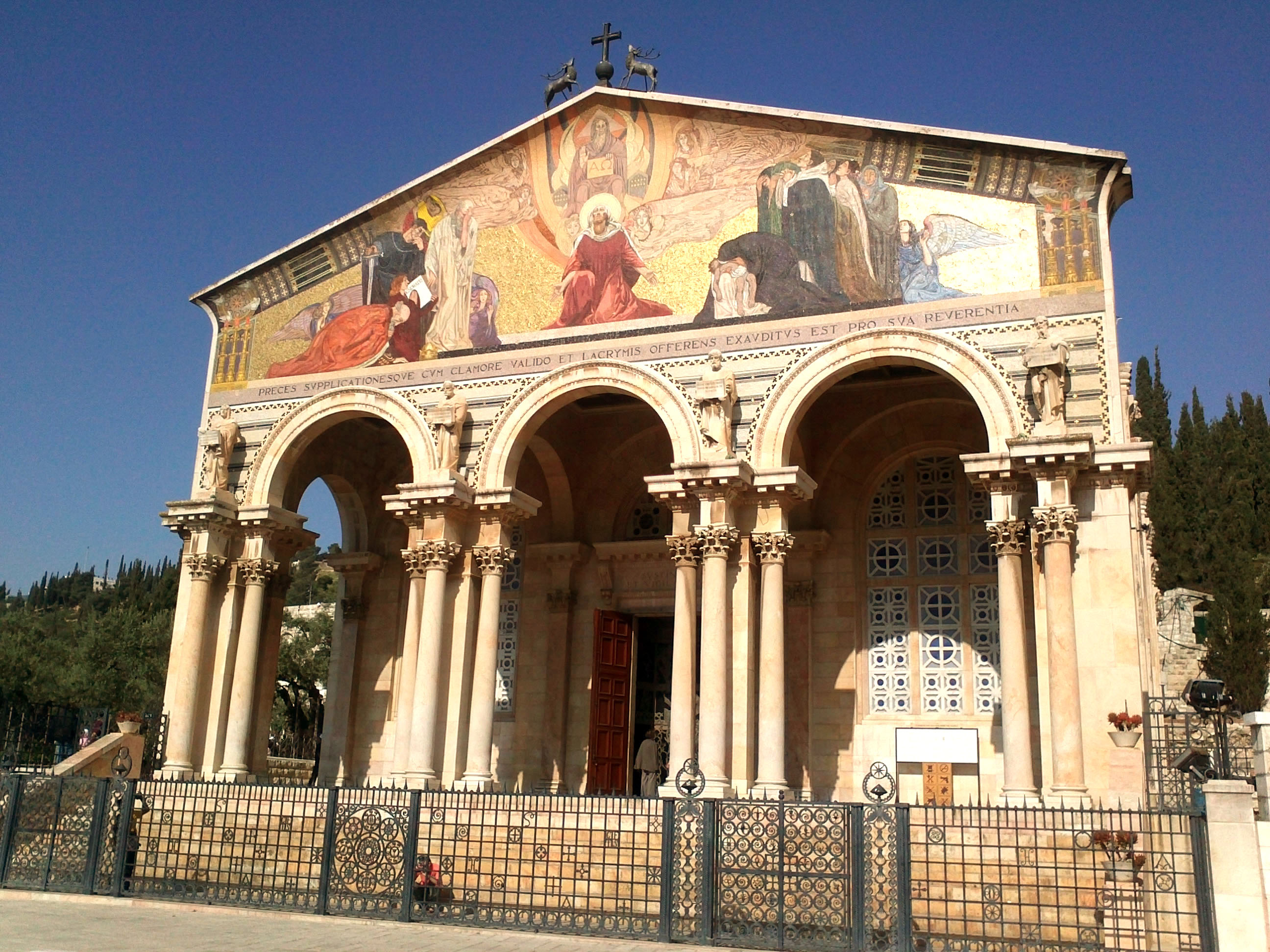
Фасад
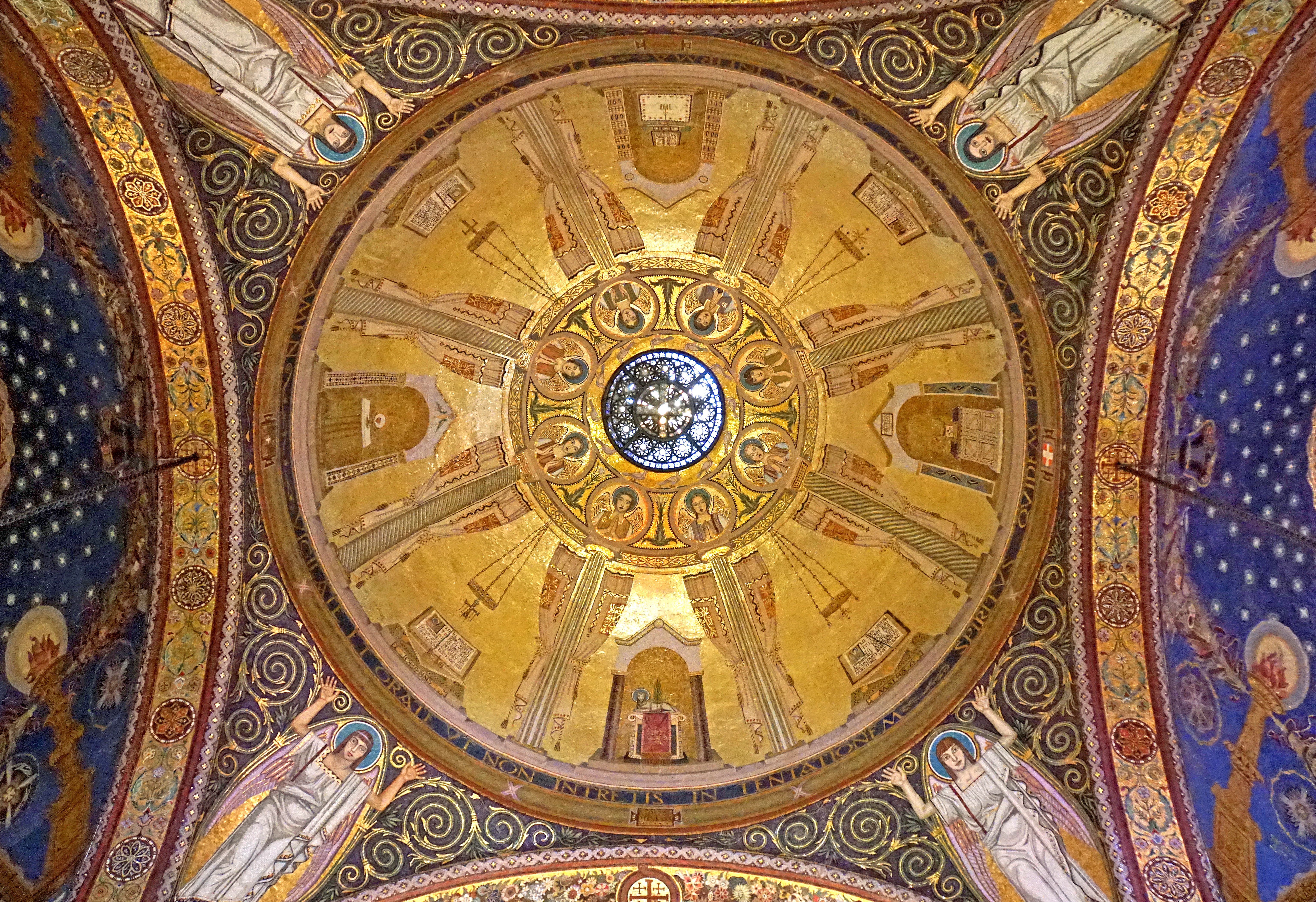
Купол
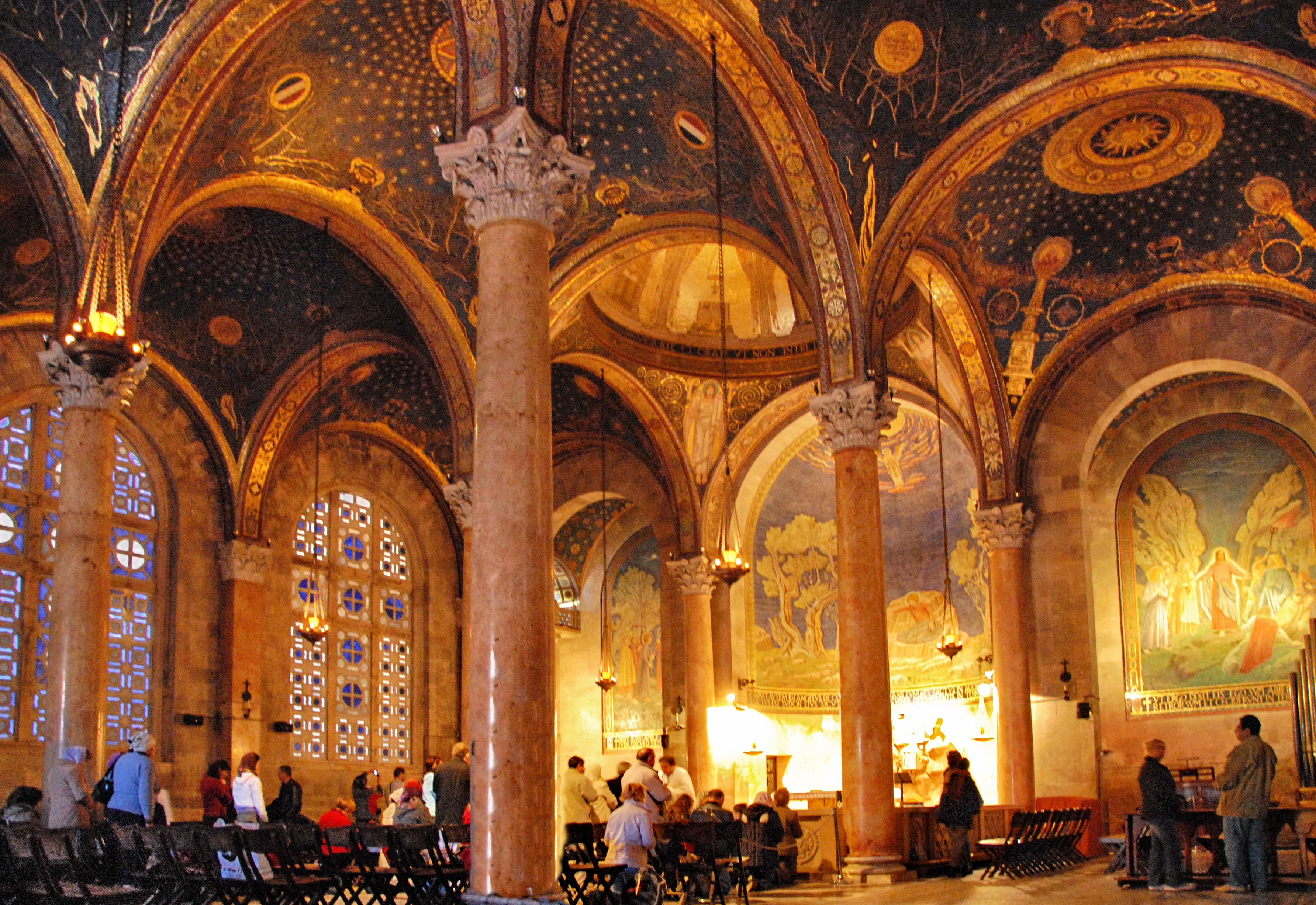
Интерьер
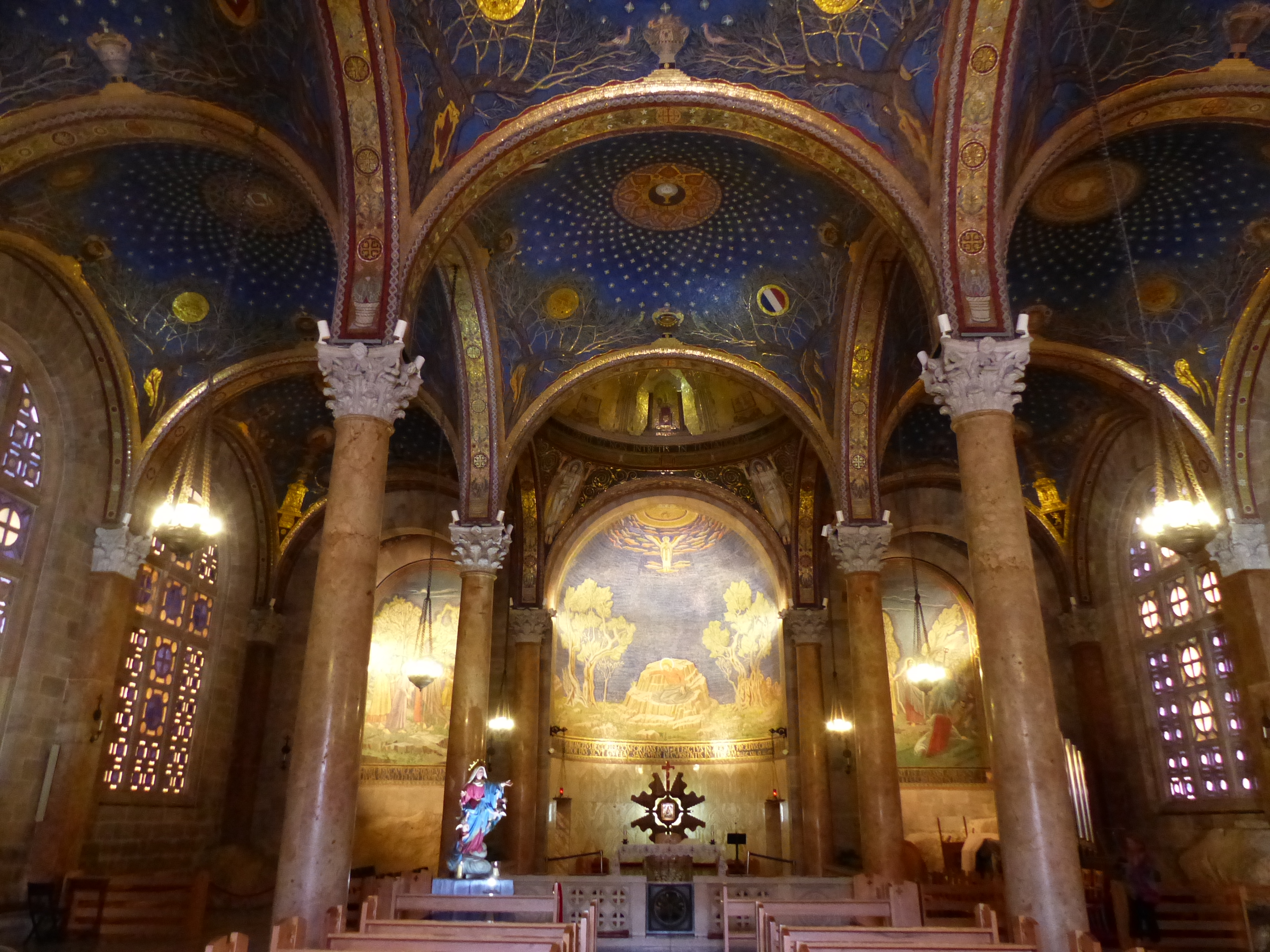
Центральный неф
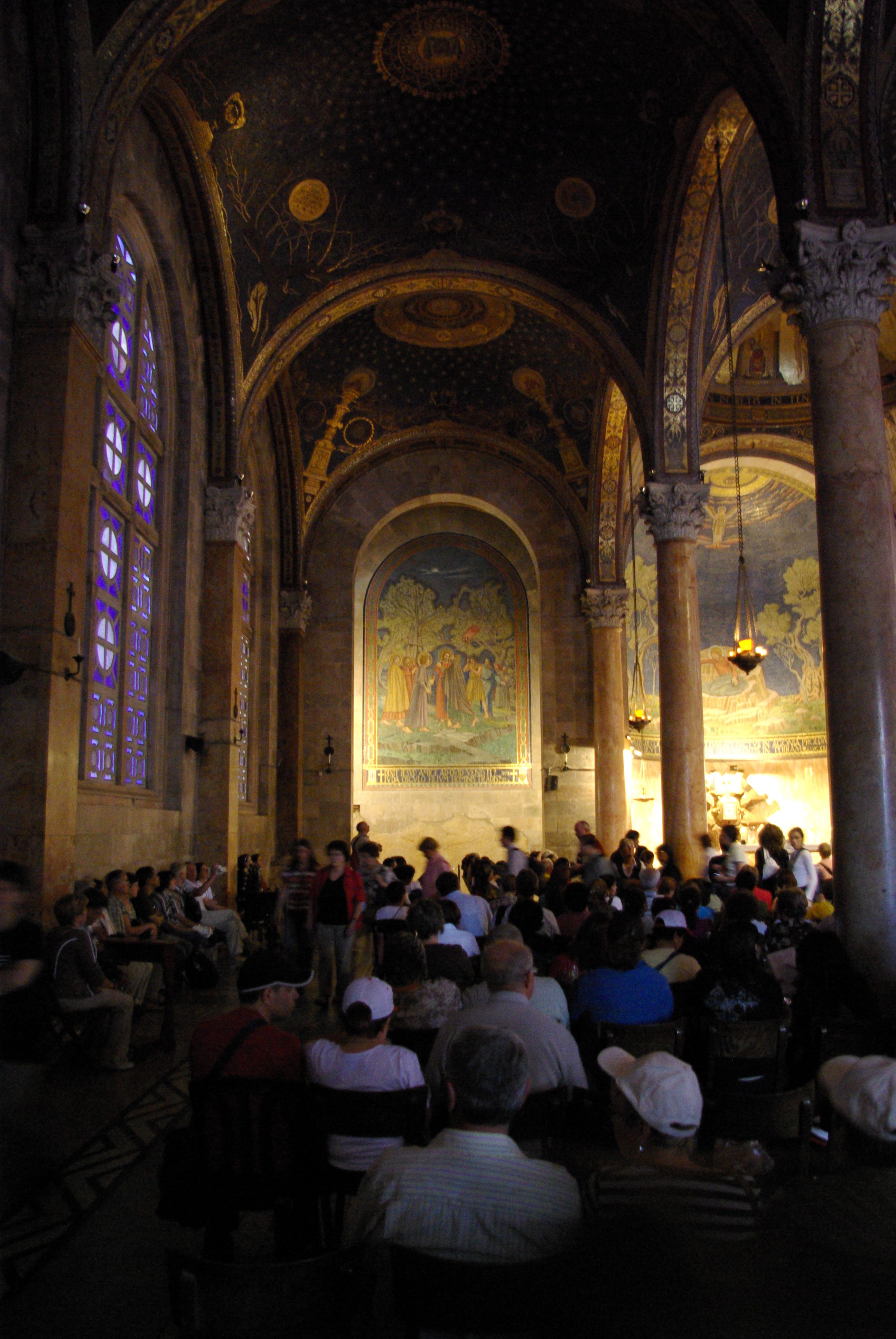
Левый придел
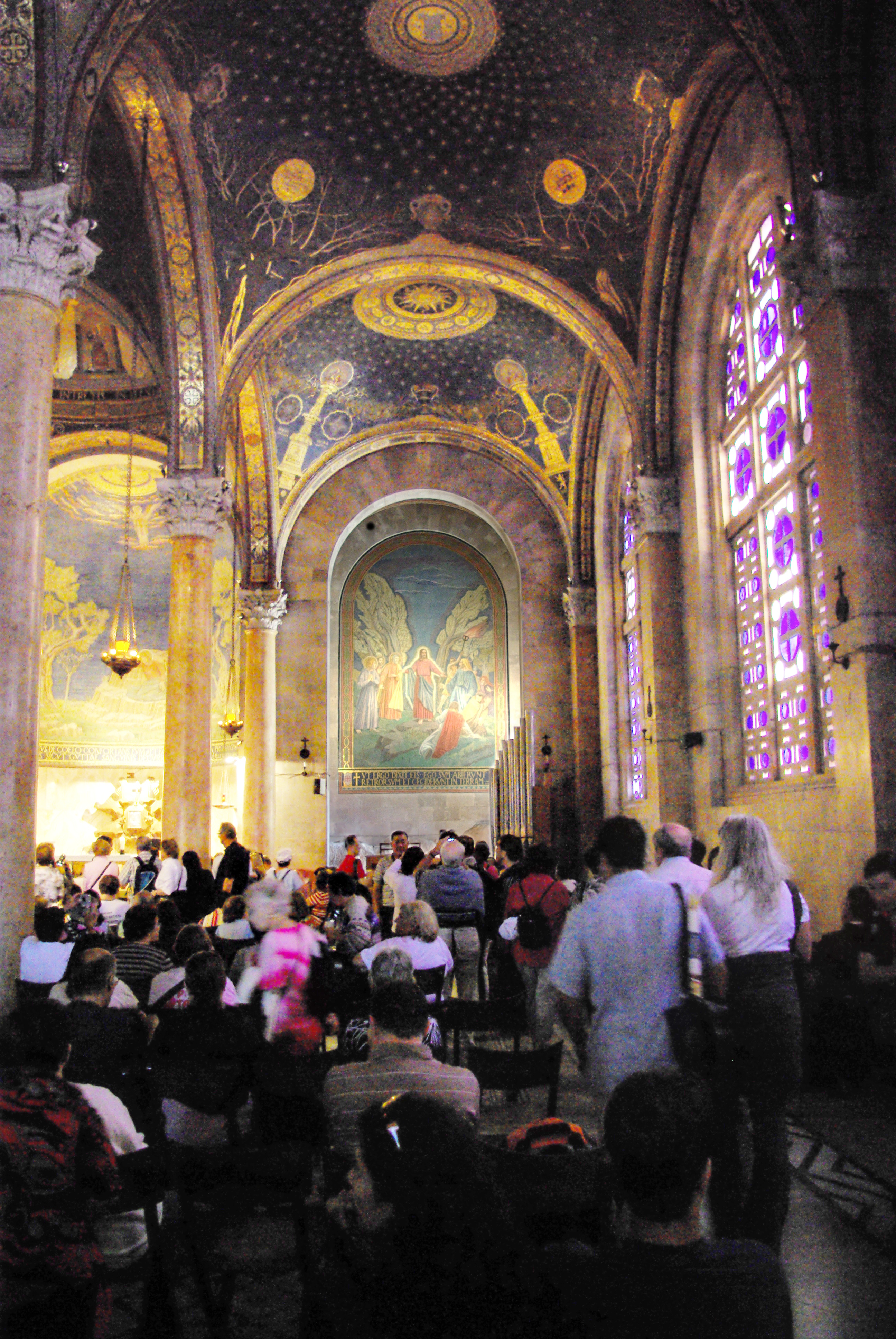
Правый придел